# Блэкуэлл, Кевин
Кевин Патрик Блэкуэлл (англ. Kevin Patrick Blackwell; род. 21 декабря 1958, Лутон, Бедфордшир) — английский футболист, вратарь, также тренер. Выступал за ряд английских клубов, за которые сыграл свыше трёхсот игр в различных лигах Англии. Как тренер провёл свыше двухсот матчей в Чемпионшипе.

## Биография
Кевин Блэкуэлл родился в Лутоне и начал свою футбольную карьеру в качестве юниора в «Кембридж Юнайтед», а Рон Аткинсон был его главным тренером. После того как он не смог закрепиться на «Эбби Стейдиум», он перешёл в футбол вне лиг, играя за «Бедфорд Таун», параллельно работая каменщиком. Позже он играл в финале Кубка Вейс за «Бартон Роверс», а затем перешёл в «Миддлсекс Роверс», прежде чем был подписан «Барнетом».